# Partit de Convergència Democràtica (Cap Verd)
El Partit de Convergència Democràtica va ser un partit polític de Cap Verd d'orientació centrista.

## Història
El PCD es va formar el 1994, després d'una escissió en el Moviment per la Democràcia. A les eleccions legislatives de Cap Verd de 1995 va rebre el 6,7% dels vots, guanyant un sol escó dels 72 de l'Assemblea Nacional.
Es va presentar a les eleccions legislatives de Cap Verd de 2001 formant part de l'Aliança Democràtica pel Canvi (ADM), una coalició que aplegava la Unió Capverdiana Independent i Democràtica (UCID) i el Partit de Treball i Solidaritat (PTS). L'aliança va rebre el 6% dels vots i va obtenir dos escons a l'Assemblea Nacional. A les eleccions presidencials d'un mes després, el candidat de l'ADM Jorge Carlos Fonseca va acabar tercer dels quatre candidats amb un 3% dels vots.
L'aliança es va trencar abans de les eleccions legislatives de Cap Verd de 2006, en les quals la UCID i el PTS es presentaren en solitari, mentre que el PCD no hi va participar.